# Сэлиште
Сэлиште (рум. Săliște) — город в Румынии в составе жудеца Сибиу.

## История
Долгое время это была обычная сельская местность. Активное развитие поселения началось в XIX веке, и к началу XX века Сэлиште стало считаться образцом трансильванской деревни, именно изображения Сэлиште помещались на открытках, в рекламных альбомах и т.п.
В 2003 году Сэлиште получила статус города.